# 아딜 후세인
아딜 후세인(아삼어: আদিল হুছেইন, 1963년 10월 5일 ~ )은 인도의 배우이다.

## 영화, TV 출연
- 굿모닝 맨하탄
- 라이프 오브 파이
- 2.0 (영화)
- 스타 트렉: 디스커버리